# Islote Girardi
Die Islote Girardi ist eine kleine Insel im Archipel der Südlichen Shetlandinseln. Sie liegt sie unmittelbar östlich von Half Moon Island in der McFarlane Strait.
Argentinische Wissenschaftler benannten sie. Der weitere Benennungshintergrund ist nicht überliefert.